# 卡萨鲁武埃洛斯
卡萨鲁武埃洛斯，是西班牙马德里自治区的一个市镇。总面积5平方公里，总人口1127人（2001年），人口密度225人/平方公里。